# Matthew D'Aquino
Matthew D'Aquino (Canberra, 26 de junio de 1985) es un deportista australiano que compitió en judo. Ganó cinco medallas en el Campeonato de Oceanía de Judo entre los años 2006 y 2012.

## Palmarés internacional
| Campeonato de Oceanía | Campeonato de Oceanía        | Campeonato de Oceanía | Campeonato de Oceanía |
| Año                   | Lugar                        | Medalla               | Categoría             |
| --------------------- | ---------------------------- | --------------------- | --------------------- |
| 2006                  | Papeete (Francia)            | Medalla de bronce     | –60 kg                |
| 2008                  | Christchurch (Nueva Zelanda) | Medalla de oro        | –60 kg                |
| 2010                  | Canberra (Australia)         | Medalla de plata      | –60 kg                |
| 2011                  | Papeete (Francia)            | Medalla de oro        | –60 kg                |
| 2012                  | Cairns (Australia)           | Medalla de plata      | –60 kg                |